# José López Portillo, Tabasco
José López Portillo är en ort i Mexiko.   Den ligger i kommunen Macuspana och delstaten Tabasco, i den sydöstra delen av landet, 700 km öster om huvudstaden Mexico City. José López Portillo ligger 35 meter över havet och antalet invånare är 235.
Terrängen runt José López Portillo är mycket platt. Runt José López Portillo är det ganska tätbefolkat, med 67 invånare per kvadratkilometer. Närmaste större samhälle är Macuspana, 6,8 km sydväst om José López Portillo. Trakten runt José López Portillo består till största delen av jordbruksmark.